# حقایق کلدور
حقایق کلدور (انگلیسی: Kaldor's facts) شش گزاره در مورد رشد اقتصادی است که توسط نیکلاس کلدور در مقاله خود در سال ۱۹۵۷ ارائه شده‌است.

## واقعیت‌های تلقی شده رشد اقتصادی
نیکلاس کلدور خواص آماری رشد اقتصادی بلندمدت را در مقالهٔ تأثیرگذار خود که در سال ۱۹۵۷ منتشر شد، خلاصه کرد. وی به ۶ «مقاومت تاریخی برجسته زیر که توسط تحقیقات تجربی اخیر نشان داده شده‌است» اشاره کرد:
1. سهم درآمد ملی دریافت شده توسط نیروی کار و سرمایه در طول مدت طولانی تقریباً ثابت است.
2. میزان رشد نسبت سرمایه به هر کارگر {\displaystyle {\frac {K}{L}}} در مدت زمان طولانی تقریباً ثابت است.
3. سرعت رشد تولید به‌ازای هر کارگر {\displaystyle {\frac {Y}{L}}} در مدت زمان طولانی تقریباً ثابت است.
4. نسبت سرمایه به تولید {\displaystyle {\frac {K}{Y}}} در مدت زمان طولانی تقریباً ثابت است.
5. نرخ بازده سرمایه‌گذاری {\displaystyle r} برای مدت طولانی تقریباً ثابت است.
6. در نرخ رشد بهره‌وری نیروی کار، و نرخ رشد کل تولید در میان کشورها تغییرات قابل توجهی (۲ تا ۵ درصد) وجود دارد.

کلدور ادعا نکرد که هر یک از این مقادیر همیشه ثابت خواهد بود. برعکس، نرخ رشد و سهم درآمد در طی چرخه تجارت به شدت در نوسان است. در عوض، ادعای او این بود که این مقادیر در هنگام متوسط سازی داده‌ها برای مدت زمان طولانی، ثابت می‌مانند. تعمیمات گستردهٔ وی، که در ابتدا از داده‌های ایالات متحدهٔ آمریکا و انگلیس گرفته شده بود، اما بعداً برای بسیاری از کشورهای دیگر نیز صادق بود، به عنوان «واقعیت‌های تلقی شده» شناخته شد.
البته با گذر زمان برخی از این حقایق (مثلا مورد اول) زیر سوال رفتند.